# Carta abrasiva

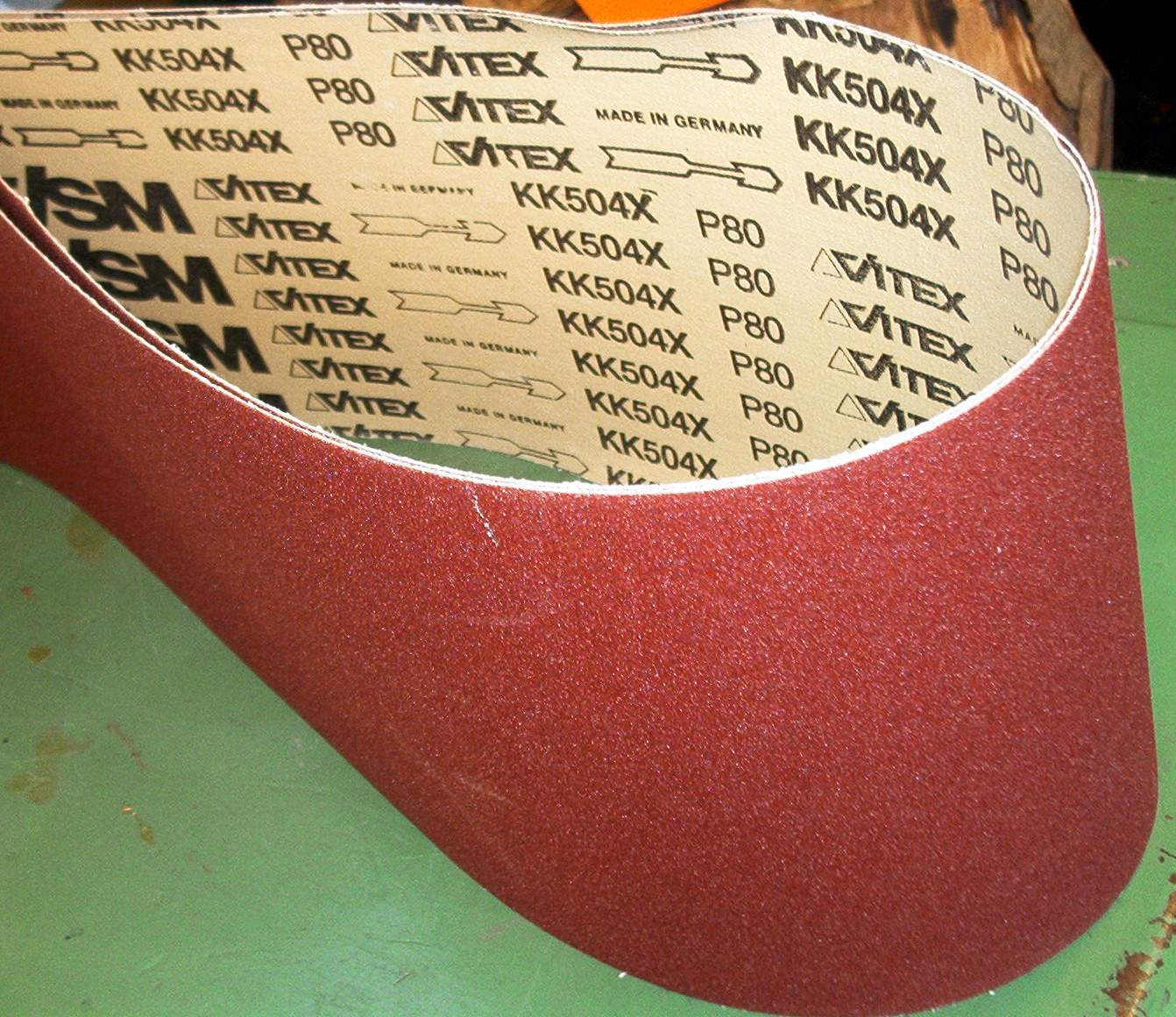
Carta abrasiva a nastro

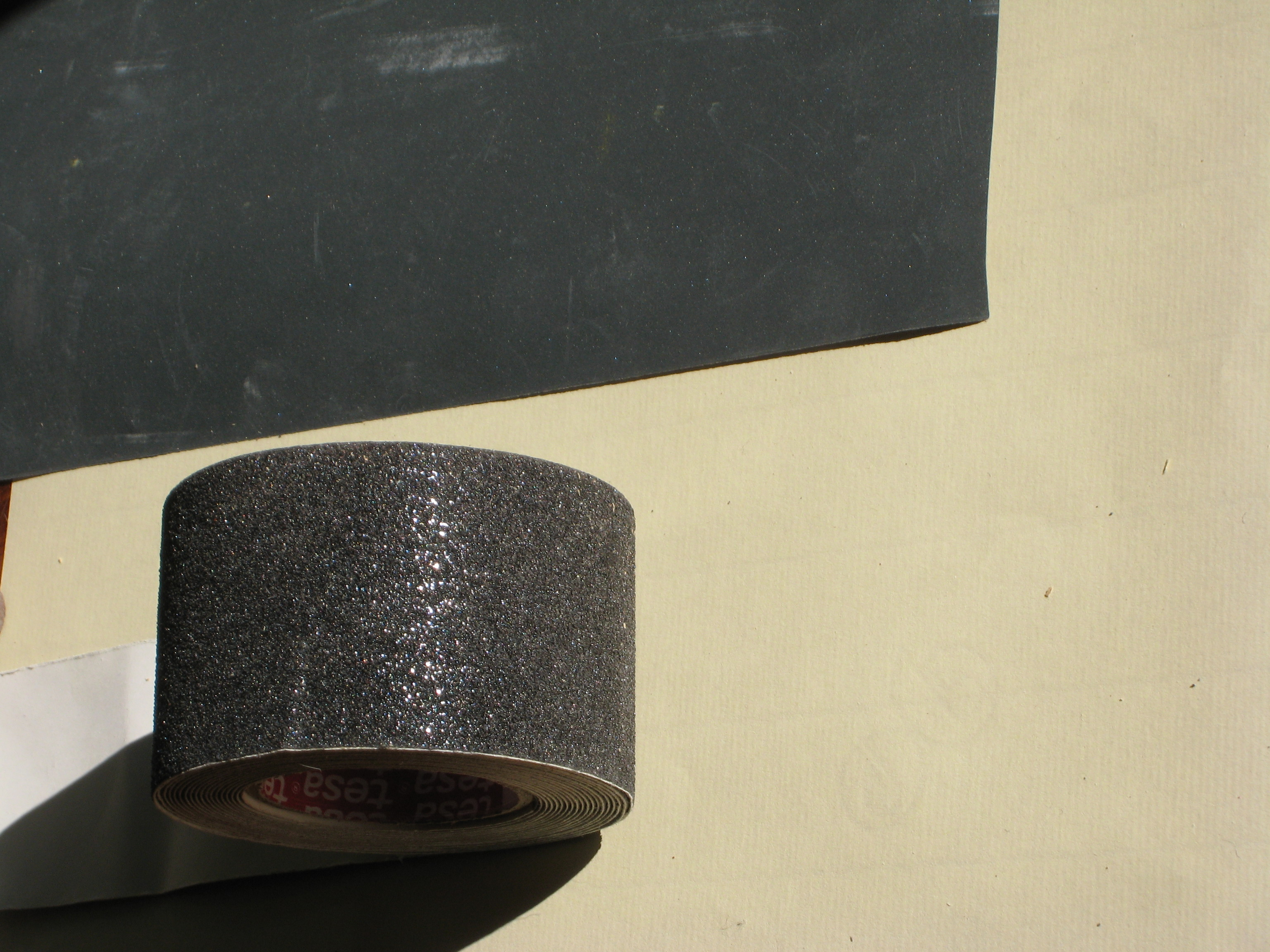
Carta smerigliata in foglio e a nastro

La carta abrasiva, chiamata anche carta vetrata, serve per sgrossare, levigare e pulire superfici di legno o metallo.

## Descrizione
È costituita da un supporto flessibile, che può essere carta, tela o altro, ricoperto per incollaggio con granuli cristallini di materiale abrasivo, che può essere vetro, smeriglio, ossido di alluminio, carburo di silicio, zircone. A seconda della composizione, si avranno così carte vetrate, tele smerigliate, eccetera.
È commercializzata in varie forme e formati: fogli e nastri da tagliare al bisogno, rettangoli e triangoli con e senza fori per le levigatrici orbitali, dischi per il platorello o unite ad anello per le levigatrici a nastro. Per il lavoro di finitura della costa di soglie, mensole e davanzali di marmo e pietra, sono disponibili dischi flessibili abrasivi di plastica utilizzabili con smerigliatrici angolari.

## Classificazione
La finezza di una carta abrasiva è indicata da un numero detto grana stampato sul retro del foglio. Più è alto il numero più è fine l'abrasivo e più liscia sarà la finitura. In particolare il numero usato corrisponde, grosso modo, al numero di maglie che un setaccio, usato per separare la polvere abrasiva, ha per pollice quadrato.
I numeri di grana, secondo la classificazione della federazione europea produttori di abrasivi per le carte (FEPA P), possono essere:
12,
16,
20,
24,
30,
36,
40,
50,
60,
80,
100,
120,
150,
180,
220,
240,
280,
320,
360,
400,
500,
600,
800,
1000,
1200,
1300,
1500,
2000,
2500,
3000,
4000,
5000,
6000,
7000.
Il numero è preceduto dalla lettera P. Esistono altri standard di classificazione, ad esempio ANSI (standard americano) o JIS (standard giapponese). Alla grana grossa corrispondono numeri bassi, alla grana fine numeri alti.
Un'altra maniera più grossolana di indicare la grana è:
- grossa: adatta per le operazioni di sgrossatura;
- media: adatta per le lavorazioni intermedie;
- fine: adatta per le operazioni di finitura;
- finissima: adatta per le operazioni di levigatura e di lisciatura.
- ultra-finissima: adatta per le operazioni di lucidatura e brillantatura.

## Uso
La carta abrasiva è utilizzata a mano generalmente ripiegata su se stessa oppure fissata ad un supporto più o meno rigido e talvolta anche sagomato, oppure su elettroutensili detti levigatrici: levigatrici orbitali, levigatrici a nastro, levigatrici a platorello.
La carta abrasiva è utilizzata per la finitura delle superfici, per levigare gli stucchi, per la rimozione di vecchie vernici e talvolta anche per aumentare la ruvidità di una superficie, ad esempio per migliorare l'incollaggio. Alcuni tipi possono lavorare anche a umido per migliorare la levigazione, come ad esempio le carte da carrozzeria, definite carta seppia perché in origine ottenuta da ossi di seppia macinati. Per la lavorazione del legno è utilizzata principalmente la carta vetrata, mentre per la lavorazione del metallo si usa prevalentemente la tela smeriglio.
Quella finissima viene utilizzata per rifinire (tuning) i pennini delle penne stilografiche.